# یژی کوشینسکی
یژی نیکودم کوشینسکی (لهستانی: Jerzy Nikodem Kosiński؛ ‏ تلفظ لهستانی: [ˈjɛʐɨ kɔˈɕiɲskʲi]؛ ‏زادهٔ ۱۴ ژوئن ۱۹۳۳ در لودز، لهستان – درگذشتهٔ ۳ مه ۱۹۹۱ در نیویورک، آمریکا) داستان‌نویس لهستانی-آمریکایی یهودی تبار بود که همهٔ آثارش را به زبان انگلیسی نوشته‌است. رمان‌های پرنده رنگین، حضور و گام‌ها مهم‌ترین آثار اوست. بر اساس رمان حضور فیلمی به همین نام ساخته شده‌است.

## زندگی
کوشینسکی در ۶ سالگی در آغاز جنگ جهانی دوم از خانواده‌اش جدا شد و در لهستان و روسیه آواره شد. او لال شده‌بود و تا سال ۱۹۴۷ قادر به حرف زدن نبود. از ۱۹۵۰ تا ۱۹۵۵ در دانشگاه لودز تحصیل کرد و در دو رشته تاریخ و علوم سیاسی مدرک لیسانس گرفت. سپس دو سال در آکادمی علوم لهستان تدریس کرد و در ۱۹۵۷ راهی ایالات متحده شد، در نیویورک اقامت گزید و در دانشگاه کلمبیا تحصیل کرد و مدتی در دانشگاه‌های پرینستون و ییل تدریس می‌کرد. در این دوران دو کتاب با نام مستعار ژوزف نوواک منتشر کرد.
کوشینسکی در سال ۱۹۶۵ با انتشار کتاب پرنده رنگارنگ (The Painted Bird) که تجربیات وحشتناک کودکی خود در جریان جنگ جهانی را به تصویر می‌کشید به شهرت رسید. اثر بعدی او به نام گام‌ها (۱۹۶۹)، مجموعه‌ای از چند داستان کوتاه، برنده جایزه ملی کتاب آمریکا شد. هر دو کتاب در مدت کوتاهی به بیش از ۳۰ زبان ترجمه شدند. کتاب عروج یا حضور (Being There) که در سال ۱۹۷۱ نوشت و در سال ۱۹۷۹ فیلم موفقی از روی آن ساخته شد دیگر اثر مشهور او بود. حضور زندگی باغبانی چهل ساله را نقل می‌کرد که هیچگاه از خانه خارج نشده و تنها منبع اطلاعاتی او از دنیا تلویزیون بوده‌است.
کوشینسکی در سال‌های پایانی عمر عضو فعال چندین بنیاد لهستانی-یهودی بود و در ۳ مه ۱۹۹۱ در حالی که از بیماری قلبی رنج می‌برد خودکشی کرد.